# Largentière
Ne doit pas être confondu avec Argentière (homonymie) ou L'Argentière-la-Bessée.
Largentière (prononcé [laʁ.ʒɑ̃.ˈt̪jɛʁ(ə)]) est une commune française, située dans le département de l'Ardèche et une des deux sous-préfectures du département.
Ses habitants sont appelés les Largentiérois. C'est la deuxième plus petite sous-préfecture de France après Castellane dans les Alpes-de-Haute-Provence. Elle appartient à l'unité urbaine d'Aubenas, l'agglomération la plus peuplée du département.

## Géographie

### Situation et description
Largentière, sous-préfecture de l'Ardèche, est située dans la vallée de la Ligne, à 10 kilomètres environ au sud d'Aubenas et à 85 kilomètres environ au sud-ouest de Valence.
La ville héberge également le siège de la communauté de communes Val de Ligne.

### Communes limitrophes
Largentière est limitrophe de six communes, toutes situées dans le département de l'Ardèche, et réparties géographiquement de la manière suivante :

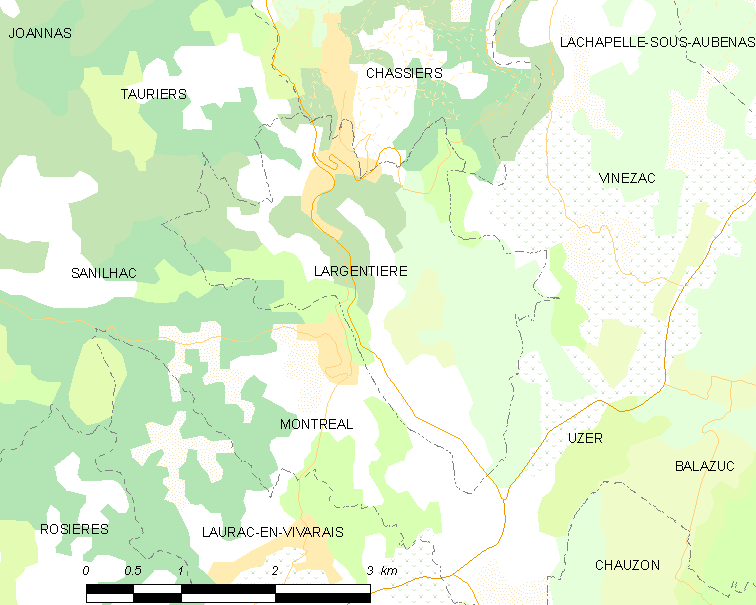
Carte de la commune de Largentière et des proches communes.

### Climat
Pour des articles plus généraux, voir Climat d'Auvergne-Rhône-Alpes et Climat de l'Ardèche.
En 2010, le climat de la commune est de type climat méditerranéen altéré, selon une étude du CNRS s'appuyant sur une série de données couvrant la période 1971-2000. En 2020, Météo-France publie une typologie des climats de la France métropolitaine dans laquelle la commune est exposée à un climat de montagne ou de marges de montagne et est dans la région climatique Provence, Languedoc-Roussillon, caractérisée par une pluviométrie faible en été, un très bon ensoleillement (2 600 h/an), un été chaud (21,5 °C), un air très sec en été, sec en toutes saisons, des vents forts (fréquence de 40 à 50 % de vents > 5 m/s) et peu de brouillards.
Pour la période 1971-2000, la température annuelle moyenne est de 12,6 °C, avec une amplitude thermique annuelle de 17,4 °C. Le cumul annuel moyen de précipitations est de 1 027 mm, avec 7,7 jours de précipitations en janvier et 4,4 jours en juillet. Pour la période 1991-2020, la température moyenne annuelle observée sur la station météorologique de Météo-France la plus proche, « Croix Millet », sur la commune de Prunet à 7 km à vol d'oiseau, est de 11,6 °C et le cumul annuel moyen de précipitations est de 1 590,2 mm,. Pour l'avenir, les paramètres climatiques de la commune estimés pour 2050 selon différents scénarios d'émission de gaz à effet de serre sont consultables sur un site dédié publié par Météo-France en novembre 2022.
| Mois                                  | jan.          | fév.          | mars          | avril         | mai           | juin          | jui.          | août         | sep.          | oct.          | nov.          | déc.          | année    |
| ------------------------------------- | ------------- | ------------- | ------------- | ------------- | ------------- | ------------- | ------------- | ------------ | ------------- | ------------- | ------------- | ------------- | -------- |
| Température minimale moyenne (°C)     | 1,2           | 0,9           | 3,9           | 6,7           | 9,4           | 13,5          | 15,9          | 15,8         | 12,9          | 9,2           | 5,3           | 2,4           | 8,1      |
| Température moyenne (°C)              | 3,7           | 3,9           | 7,4           | 10,5          | 13,3          | 17,7          | 20,5          | 20,4         | 16,7          | 12,1          | 7,7           | 4,9           | 11,6     |
| Température maximale moyenne (°C)     | 6,2           | 6,8           | 11            | 14,4          | 17,2          | 22            | 25,1          | 25           | 20,5          | 15            | 10,1          | 7,4           | 15,1     |
| Record de froid (°C) date du record   | −7,8 11.01.10 | −12 27.02.18  | −8 09.03.10   | −3,7 07.04.21 | 0,7 05.05.19  | 5,9 01.06.11  | 8,8 14.07.16  | 7,4 27.08.11 | 4 27.09.20    | −2,9 28.10.12 | −5,5 27.11.10 | −8,2 16.12.09 | −12 2018 |
| Record de chaleur (°C) date du record | 18,8 01.01.22 | 19,8 27.02.19 | 23,3 17.03.14 | 24,7 08.04.11 | 27,3 18.05.22 | 36,1 28.06.19 | 33,8 24.07.19 | 37 23.08.23  | 29,4 17.09.19 | 27 02.10.11   | 20,9 10.11.15 | 18 18.12.23   | 37 2023  |
| Précipitations (mm)                   | 114,1         | 105,4         | 129,6         | 119,9         | 110,7         | 76,3          | 84,6          | 63,2         | 121,6         | 248,3         | 276,1         | 140,4         | 1 590,2  |

### Hydrographie
Le territoire de la commune est traversé par la Lande et par la Ligne, un affluent de l'Ardèche et donc un sous-affluent du Rhône.

### Voies de communication
Bien que sous-préfecture de l'Ardèche, Largentière est située à l'écart des grands axes routiers et ne possède pas de gare ferroviaire. La commune est cependant traversée par le RD5 qui la relie à la RD104 (ancienne route nationale 104 qui reliait Aubenas à Alès, par Privas).

## Urbanisme

### Typologie
Au 1er janvier 2024, Largentière est catégorisée bourg rural, selon la nouvelle grille communale de densité à 7 niveaux définie par l'Insee en 2022.
Elle appartient à l'unité urbaine d'Aubenas, une agglomération intra-départementale dont elle est une commune de la banlieue,. Par ailleurs la commune fait partie de l'aire d'attraction d'Aubenas, dont elle est une commune de la couronne,. Cette aire, qui regroupe 68 communes, est catégorisée dans les aires de 50 000 à moins de 200 000 habitants,.

### Occupation des sols
L'occupation des sols de la commune, telle qu'elle ressort de la base de données européenne d’occupation biophysique des sols Corine Land Cover (CLC), est marquée par l'importance des forêts et milieux semi-naturels (68,2 % en 2018), une proportion sensiblement équivalente à celle de 1990 (68,7 %). La répartition détaillée en 2018 est la suivante : 
milieux à végétation arbustive et/ou herbacée (34,1 %), forêts (34 %), zones urbanisées (17,8 %), zones agricoles hétérogènes (9,1 %), prairies (4,9 %).
L'évolution de l’occupation des sols de la commune et de ses infrastructures peut être observée sur les différentes représentations cartographiques du territoire : la carte de Cassini (XVIIIe siècle), la carte d'état-major (1820-1866) et les cartes ou photos aériennes de l'IGN pour la période actuelle (1950 à aujourd'hui).

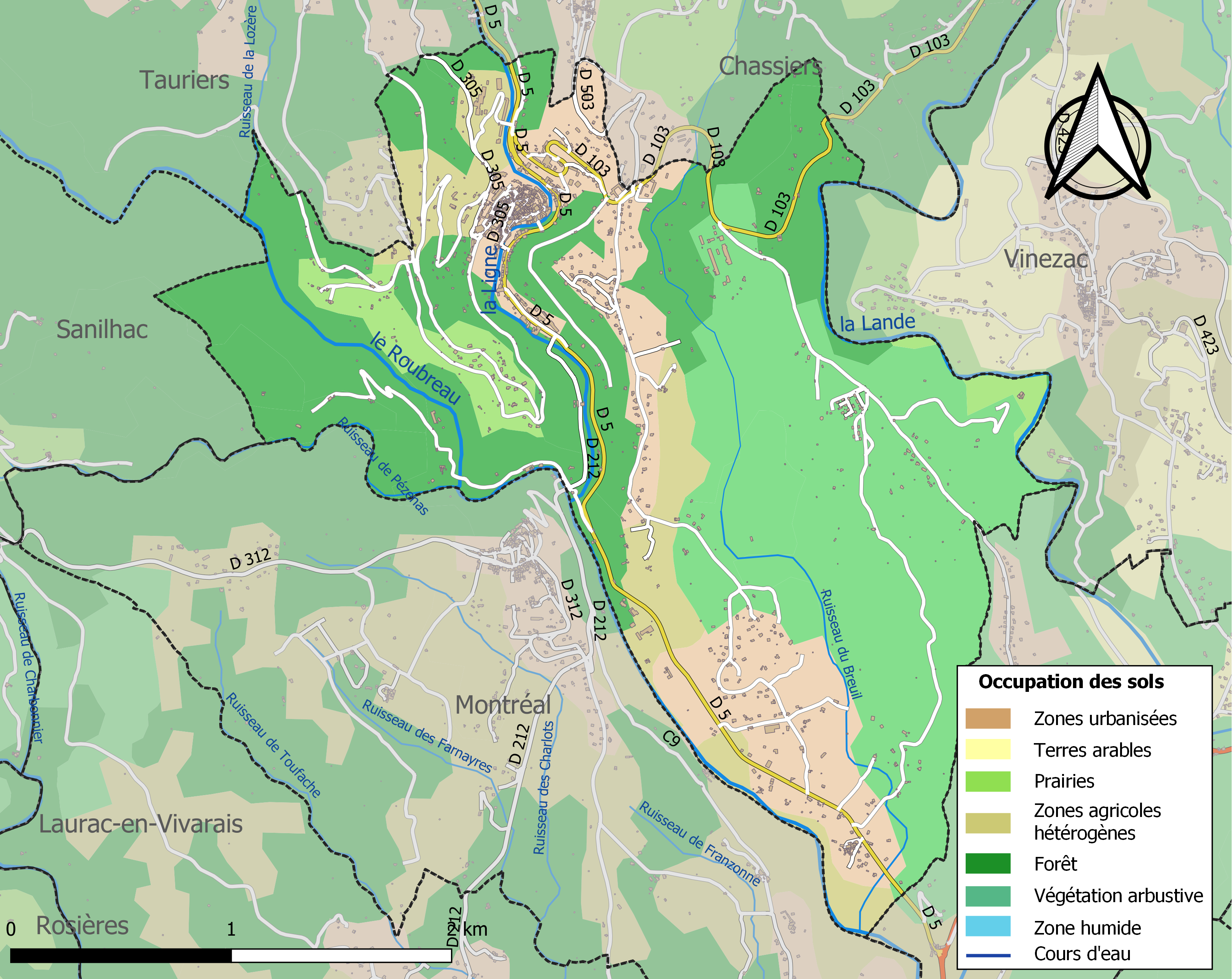
Carte des infrastructures et de l'occupation des sols de la commune en 2018 (CLC).

### Risques naturels

#### Risques sismiques
L'ensemble du territoire de la commune de Largentière est situé en zone de sismicité no 2 dite faible (sur une échelle de 5), comme la plupart des communes situées sur le plateau et la montagne ardéchoise, mais cependant en limite de la zone de sismicité no 3, dite modérée, située plus à l'est et correspondant la vallée du Rhône.
| Type de zone | Niveau           | Définitions (bâtiment à risque normal) |
| ------------ | ---------------- | -------------------------------------- |
| Zone 2       | Sismicité faible | accélération = 1,1 m/s2                |

## Toponymie
Il s'agit d'un toponyme, variante d'Argentière, avec le sens de mine d'argent (ou de minerai argentifère).
La commune s'appelle L'Argentèira en vivaro-alpin (graphie classique) et L'Arjanteirà en graphie bonnaudienne.

## Histoire

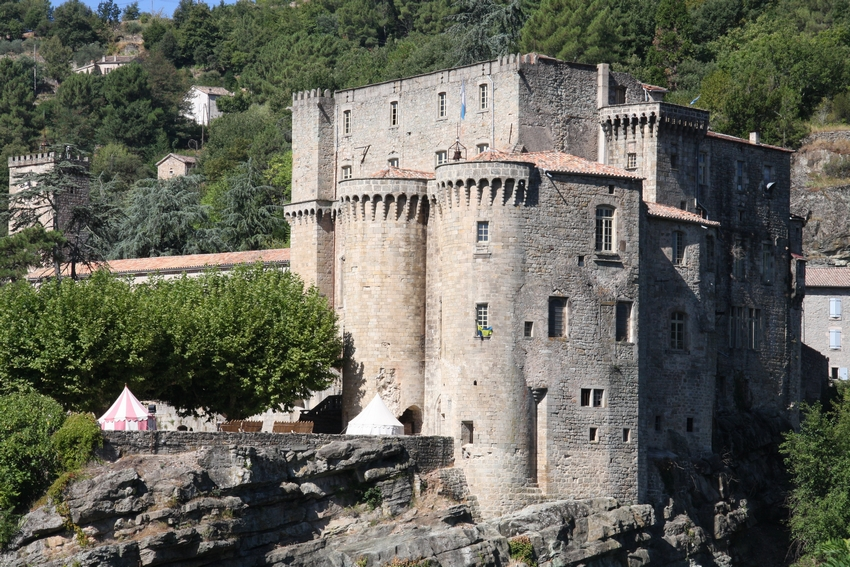
Le château de Largentière avant 2013.

Initialement nommée Segualeriæ (Ségualières) jusqu'au XVIIIe siècle, la cité doit son nom actuel à des mines de plomb argentifère qui furent au centre de conflits incessants entre les comtes de Toulouse et les évêques de Viviers qui les exploitèrent du Xe au XVe siècle.
Le passage des troupes de Simon de Montfort est attesté à Largentière en novembre 1213.
Ancienne propriété des évêques de Viviers, barons de Largentière, elle garde de ce passé un patrimoine architectural remarquable : la cité médiévale, le château (XIIe-XVe siècle), l'église gothique Notre-Dame-des-Pommiers du XIIIe siècle ; sur la chaire en pierre est gravée une inscription en occitan datée de 1490 : « hieu Pierre Guarnier de Colens ay donat aquesta chadiera al convent ».
En 1562, les protestants de la famille de Montbrison à Versas saccagent le cloître des Récollets.

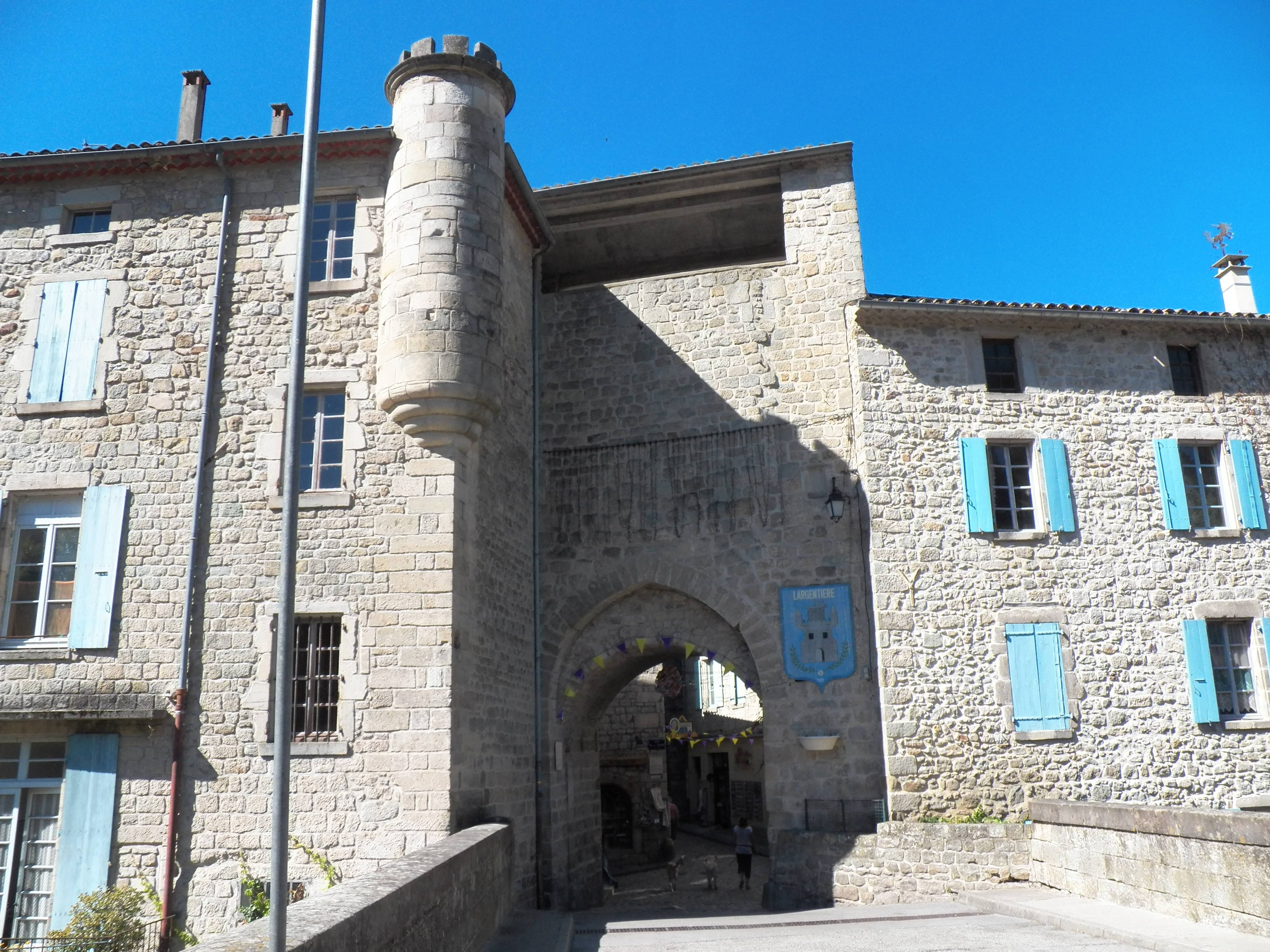
Porte des Récollets.

Joachim de Beauvoir du Roure, seigneur de Brison, qui descend de cette famille, est le chef des huguenots du Vivarais et participe à de nombreux conflits dans la région.
En 1852, les châtaigneraies occupent 40 % du territoire du canton de Largentière (et 27 % sur l'ensemble des Cévennes). Cet arbre est peut-être la raison pour laquelle les vallées hautes des Cévennes, où il pousse plus en abondance, se sont peuplées plus vite que les vallées basses aux XVIIe et XVIIIe siècles.

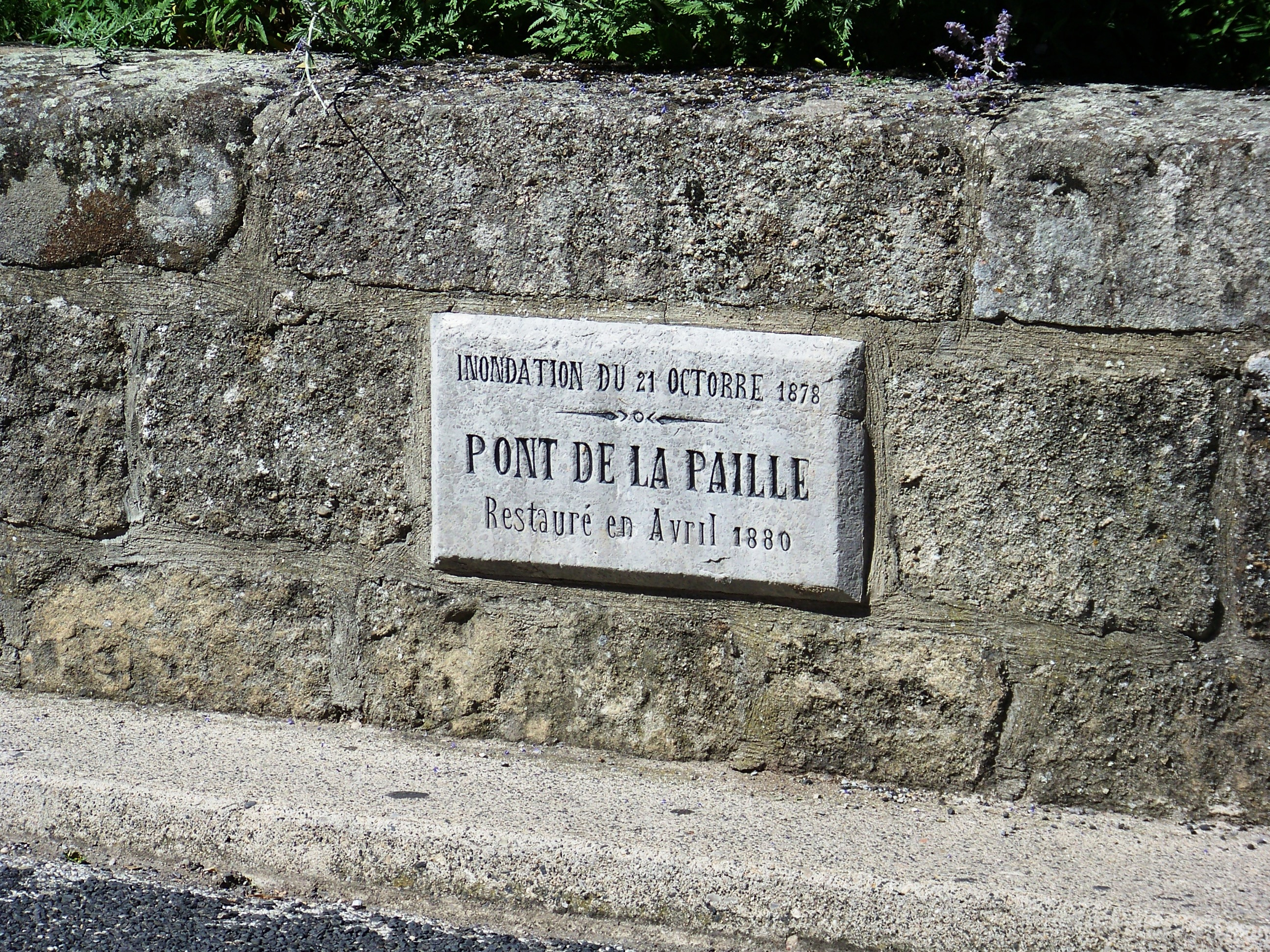
Plaque en mémoire de la crue de 1878.

Au XXe siècle, Largentière est une petite ville industrielle avec l'exploitation de plomb argentifère par la société Peñarroya qui se prolonge, avec des difficultés, jusqu'en 1982. Aujourd'hui, elle est surtout, en dehors de la saison estivale, très touristique, un centre administratif grâce à sa fonction de sous-préfecture de l'Ardèche et éducatif (lycée hôtelier de Largentière, collège public de La Ségalière, collège privé Le Portalet Notre-Dame). Son tribunal est aujourd'hui fermé mais le bâtiment accueille des services administratifs.
Dans le contexte de la fin de la guerre d'Algérie, en 1962, de nombreux harkis et leur famille, originaires de la région de Nemours, sont rapatriés par la demi-brigade de fusiliers marins, qui aide à leur installation sur le territoire de la commune. C'est ainsi qu'est créée la cité de « Neuilly-Nemours », ainsi qu'un hameau de forestage. Le nom de Neuilly est une référence à Neuilly-sur-Seine, commune avec laquelle Nemours était alors jumelée.
Jusqu'en 1982, la ville était desservie par la voie ferrée de la PLM puis de la SNCF venant de Saint-Sernin. L'ancienne gare a été démolie et son site est maintenant occupé par la gendarmerie et la caserne des pompiers.
Le 1er décembre 1974, la commune de Tauriers est rattachée à Largentière, avant d'être à nouveau détachée le 1er janvier 1989.

### Héraldique
| Blason de Largentière | Les armes de Largentière se blasonnent ainsi : D'azur au château d'argent flanqué de deux échauguettes couvertes et sommé d'une tour crénelée, girouettée du même, le tout maçonné et ajouré de sable. |

## Politique et administration

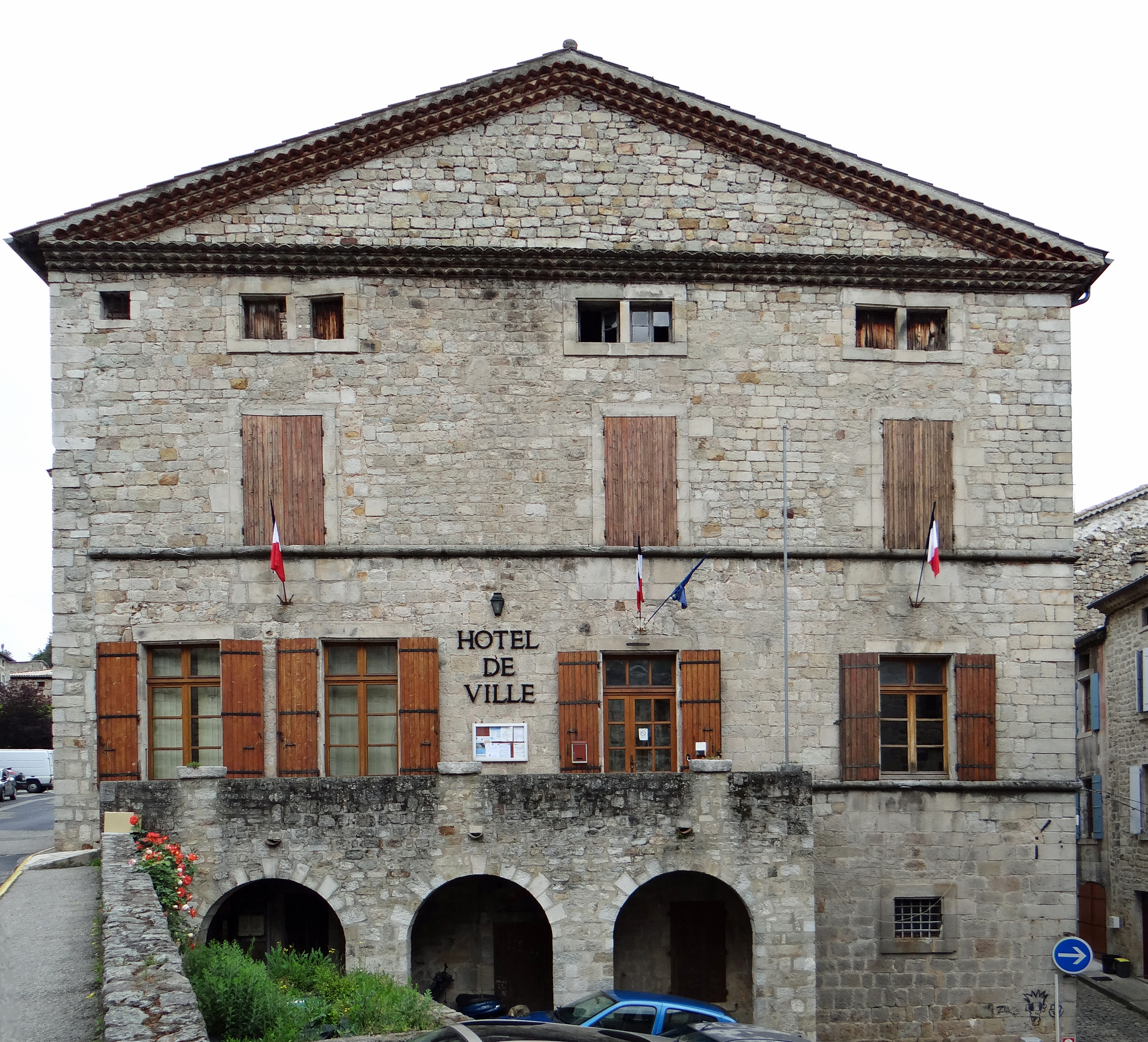
Hôtel de ville.

### Liste des maires

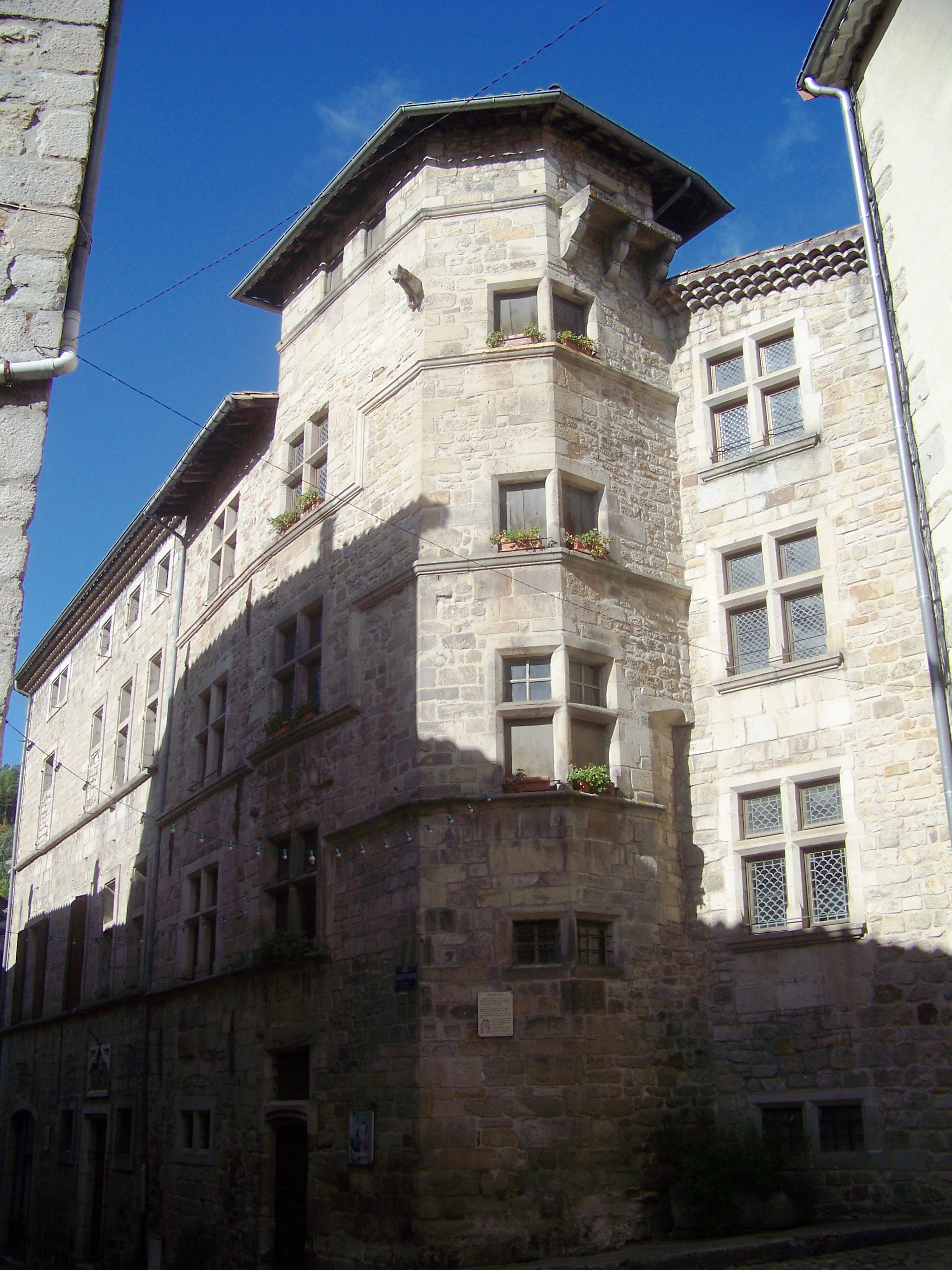
Maison Renaissance, hôtel de ville de Largentière.

| Période       | Période                   | Identité                       | Étiquette         | Qualité                                                                                                |
| ------------- | ------------------------- | ------------------------------ | ----------------- | --- |
| 1848          |                           | Charles de Fages               |                   | Député de l'Ardèche                                                                                    |
| 1863          | 1870                      | Louis Clovis Vernet            |                   | Député de l'Ardèche                                                                                    |
| 1870          | 1871                      | Jacques Clément Léon Ferratier |                   | Avocat                                                                                                 |
| 1871          | 1871                      | Louis Hippolyte Félix Rivier   |                   | Avoué                                                                                                  |
| 1871          | 1877                      | Bernard Henri Ernest Blachère  |                   | Député de l'Ardèche                                                                                    |
| 1878          | 1879                      | Numa Antoine César Dumas       |                   | Notaire                                                                                                |
| 1879          | 1891                      | Louis Privat Camille Vielfaure |                   | Député de l'Ardèche                                                                                    |
| 1891          |                           | Paul Edgard Prat               |                   | Avoué                                                                                                  |
| 1893          | 1897                      | Fernand de Rochemaure          |                   | |
| 1898          |                           | Louis Benjamin Constant        |                   | Avocat                                                                                                 |
| 1918          | 1927                      | Paul Mercier                   | SFIO              | |
| 1927          | 1932 (démission)          | Édouard Froment                | SFIO              | Agent général d'assurances Député de l'Ardèche Conseiller général du canton de Largentière (1928-1934) |
| 1932          | mai 1935                  | Léopold Victor                 | SFIO              | |
| mai 1935      | 1942                      | Félicien Blanc                 | SFIO              | Négociant en fruits maire de Rocher (1919-1935) révoqué par Vichy Conseiller général (1934-1940)       |
| mai 1945      | 19 décembre 1976 (décès)  | Félicien Blanc                 | SFIO puis PS      | Négociant en fruits Conseiller général (1945-1951)                                                     |
| décembre 1976 | mars 1977                 | Jean Vielfaure                 | PS                | Retraité                                                                                               |
| mars 1977     | juin 1995                 | André Monteil                  | RPR               | Agent d'assurances Conseiller général (1988-2001)                                                      |
| juin 1995     | mars 2001                 | Edmont Laffont                 | DVD               | Commerçant                                                                                             |
| mars 2001     | En cours (au 6 août 2020) | Jean-Roger Durand,             | UDF puis UDI (NC) | Directeur d'hôpital Conseiller général (2001-2015)                                                     |

## Population et société

### Démographie
L'évolution du nombre d'habitants est connue à travers les recensements de la population effectués dans la commune depuis 1793. Pour les communes de moins de 10 000 habitants, une enquête de recensement portant sur toute la population est réalisée tous les cinq ans, les populations de référence des années intermédiaires étant quant à elles estimées par interpolation ou extrapolation. Pour la commune, le premier recensement exhaustif entrant dans le cadre du nouveau dispositif a été réalisé en 2008.

En 2022, la commune comptait 1 496 habitants, en évolution de −9,88 % par rapport à 2016 (Ardèche : +2,48 %, France hors Mayotte : +2,11 %).
| 1793  | 1800  | 1806  | 1821  | 1831  | 1836  | 1841  | 1846  | 1851  |
| ----- | ----- | ----- | ----- | ----- | ----- | ----- | ----- | ----- |
| 1 793 | 1 706 | 1 952 | 2 250 | 2 919 | 2 879 | 3 088 | 3 214 | 3 160 |

| 1856  | 1861  | 1866  | 1872  | 1876  | 1881  | 1886  | 1891  | 1896  |
| ----- | ----- | ----- | ----- | ----- | ----- | ----- | ----- | ----- |
| 3 281 | 2 992 | 3 144 | 3 135 | 2 962 | 2 783 | 2 697 | 2 820 | 2 472 |

| 1901  | 1906  | 1911  | 1921  | 1926  | 1931  | 1936  | 1946  | 1954  |
| ----- | ----- | ----- | ----- | ----- | ----- | ----- | ----- | ----- |
| 2 354 | 2 283 | 2 165 | 1 887 | 2 043 | 1 855 | 2 021 | 1 777 | 1 673 |

| 1962  | 1968  | 1975  | 1982  | 1990  | 1999  | 2006  | 2008  | 2013  |
| ----- | ----- | ----- | ----- | ----- | ----- | ----- | ----- | ----- |
| 1 819 | 2 888 | 2 782 | 2 520 | 1 990 | 1 942 | 1 834 | 1 805 | 1 757 |

| 2018  | 2022  | - | - | - | - | - | - | - |
| ----- | ----- | - | - | - | - | - | - | - |
| 1 598 | 1 496 | - | - | - | - | - | - | - |

L'augmentation de la population entre 1962 et 1968 est due, d'une part à l'arrivée de nombreux harkis pour qui un camp d'accueil avait été construit, d'autre part par l'arrivée d'ouvriers mineurs venus du nord de la France ou des pays du Maghreb employés dans la mine.
À la suite de la fermeture de la mine elle subit une perte de démographie importante.
En 1989 Tauriers se sépare de Largentière et redevient une commune indépendante.

### Manifestations culturelles et festivités
- Fêtes médiévales : chaque été, en juillet et août, ont lieu à Largentière d'importantes « Fêtes médiévales », telles que Le Temps des Chevaliers, avec des animations en costume médiéval et spectacles, ou la fête Argentaria qui a lieu tous les deux ans.

### Enseignement
La commune est rattachée à l'académie de Grenoble.

### Médias
La commune est située dans la zone de distribution de deux organes de la presse écrite :
- L'Hebdo de l'Ardèche

Il s'agit d'un journal hebdomadaire français basé à Valence et couvrant l'actualité de tout le département de l'Ardèche.
- Le Dauphiné libéré

Il s'agit d'un journal quotidien de la presse écrite française régionale distribué dans la plupart des départements de l'ancienne région Rhône-Alpes, notamment l'Ardèche. La commune est située dans la zone d'édition d'Aubenas, Privas et la Vallée du Rhône.

### Cultes
La communauté catholique et l'église (propriété de la commune) sont rattachées à la paroisse de Saint Joseph en Pays de Ligne, elle-même rattachée au diocèse de Viviers.

## Économie
La société Peñarroya exploite la mine jusqu'en 1982 dont sont extraits du plomb, du zinc, de l'argent. Cette mine avait précédemment appartenu à la famille Rothschild. La fermeture de la mine et la crise du textile conduisent à un déclin de l'activité industrielle.
Les laboratoires Omega Pharma, un important groupe pharmaceutique d'origine belge mais acquis par Perrigo en novembre 2014, y ont installé l'un de leurs quatre sites de production français dans un ancien moulinage de Palluat, entièrement restauré, situé le long de la rivière Ligne. C'est là qu'est produite la Jouvence de l'Abbé Soury.
Largentière est aussi le siège de l'entreprise familiale Gineste-Voyages (autocars, organisation de voyages). 

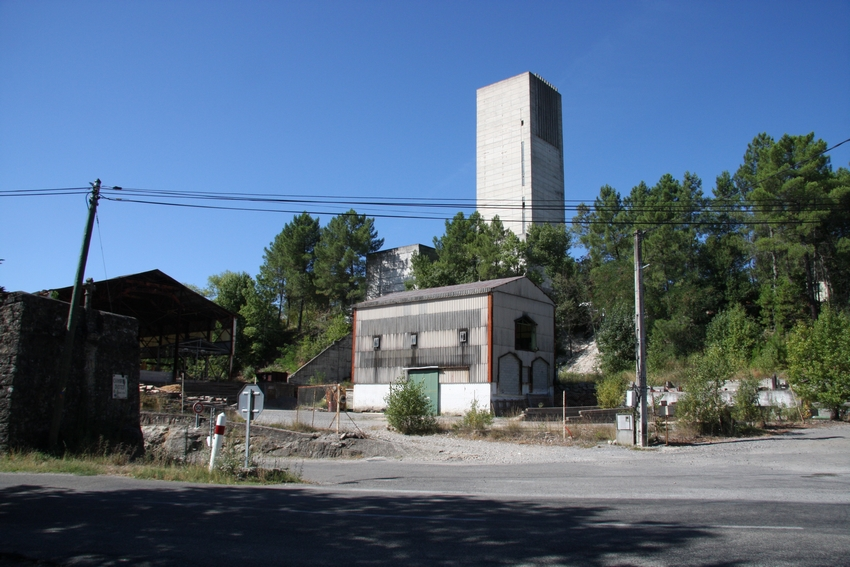
Friche industrielle, l'entrée de la mine.
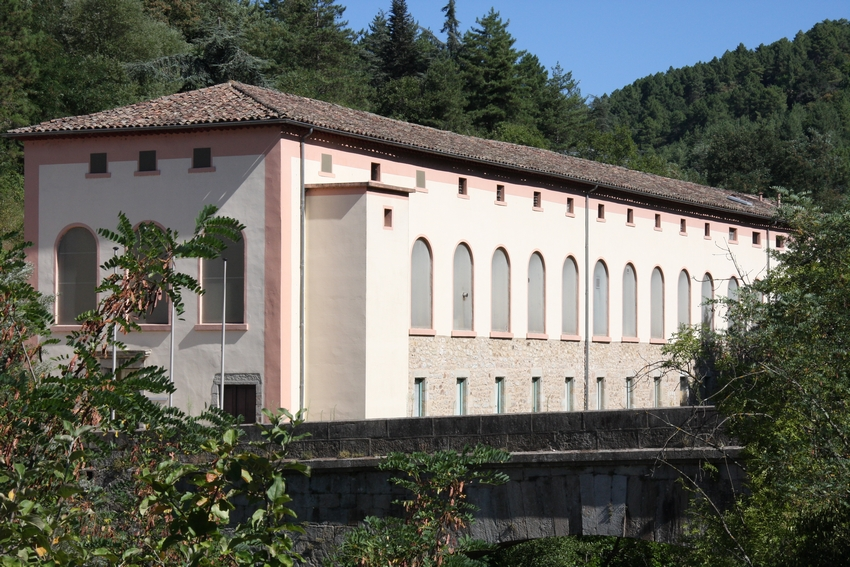
Les laboratoires Omega Pharma, un exemple de reconversion d'un ancien moulinage.

## Culture locale et patrimoine

### Lieux et monuments
- Le château de Largentière de la fin du XIIe au XVIIIe siècle  Inscrit MH (1927)[38].
- Le chateau des Tauriers construit au XIIe siècle  Inscrit MH (1926)[39].
- Le château de Fanjau : construit au début du XIIIe siècle par le comte de Toulouse Raymond VI sur des terres appartenant à l'évêque de Viviers qui s'en plaint. En 1210, l'évêque donne le château en fief au comte qui jure fidélité et s'engage à protéger l'évêché de Viviers et ses biens[40].
- La cité médiévale, remparts (depuis le XIIe siècle) et porte des Récollets. Des cinq portes donnant accès à la ville, seule la porte des Récollets demeure en usage. Elle prit ce nom à partir du XVIIe siècle, anciennement dite du Mazeau (c'est-à-dire : de l'abattoir, masèl en occitan). Elle disposait jadis d'éléments défensifs : pont-levis et vantaux. La tourelle d'angle est de date récente.
- L'église Notre-Dame-des-Pommiers (XIIIe siècle), de style gothique[41].
- Chapelle de l'Immaculée-Conception de Ginestet.
- La Maison à l'étoile : au XIIIe siècle Largentière abritait une colonie juive. En 1284, à Villeneuve-de-Berg, le juif Jacobi de Lunel, habitant de Largentière, accueillait dans sa maison les acteurs d'un accord passé entre les abbés de Cruas et de Mazan. La façade a subi diverses modifications au cours des siècles. La clé de l'arcature supérieure présente deux triangles équilatéraux entrecroisés, formant l'étoile de David.
- Le Musée de la soie, route de Valgorge - Les Ateliers du Moulinet présente la filière de la soie en Ardèche au XIXe siècle, depuis l'élevage  du ver à soie au moulinage du fil.
- Maison Bastide  Classé MH (1928)[42].
- Palais de justice de Largentière.
- La Roseraie de Berty, possédant le label « jardin remarquable » en Auvergne-Rhône-Alpes.

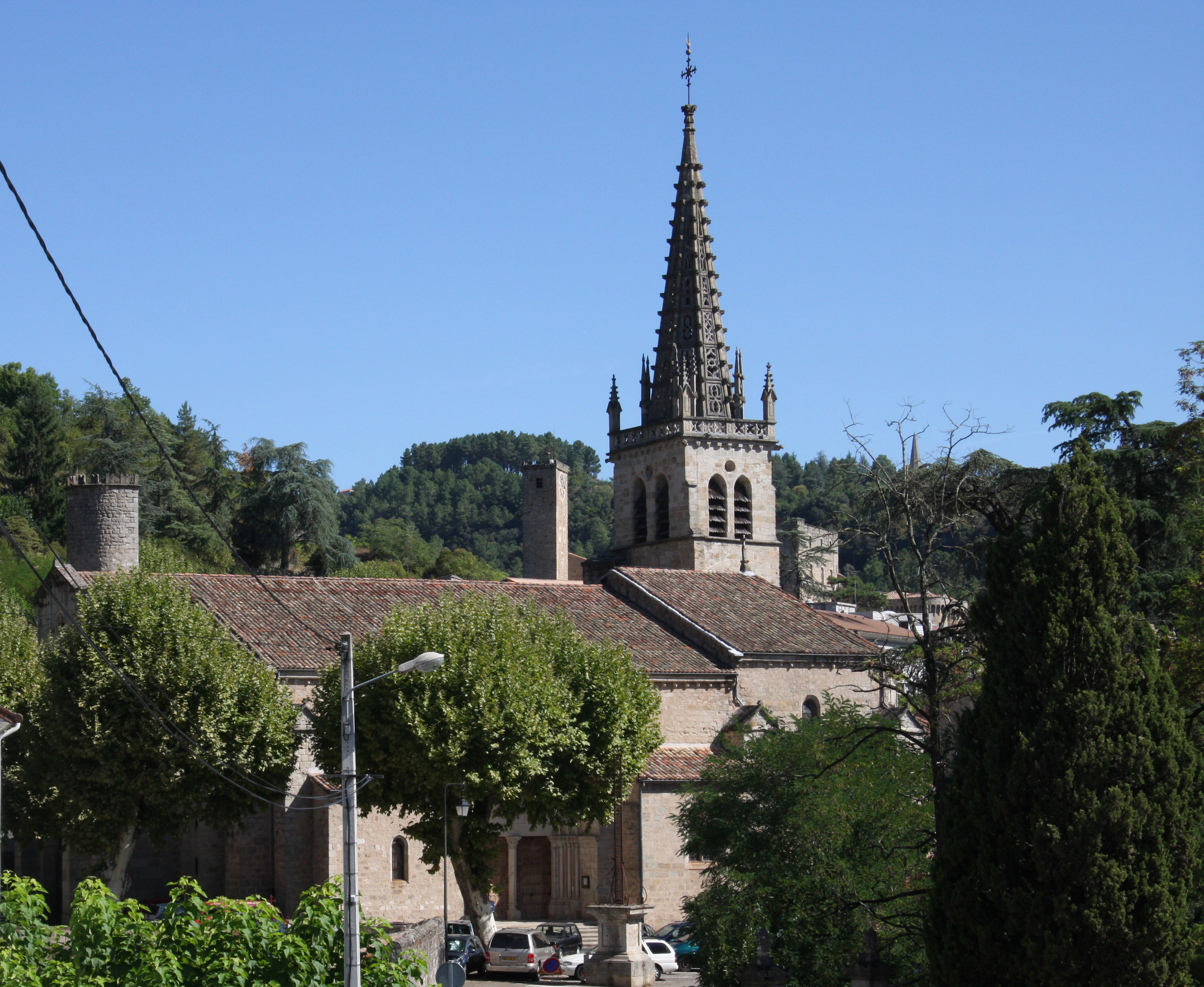
Église Notre-Dame-des-Pommiers.
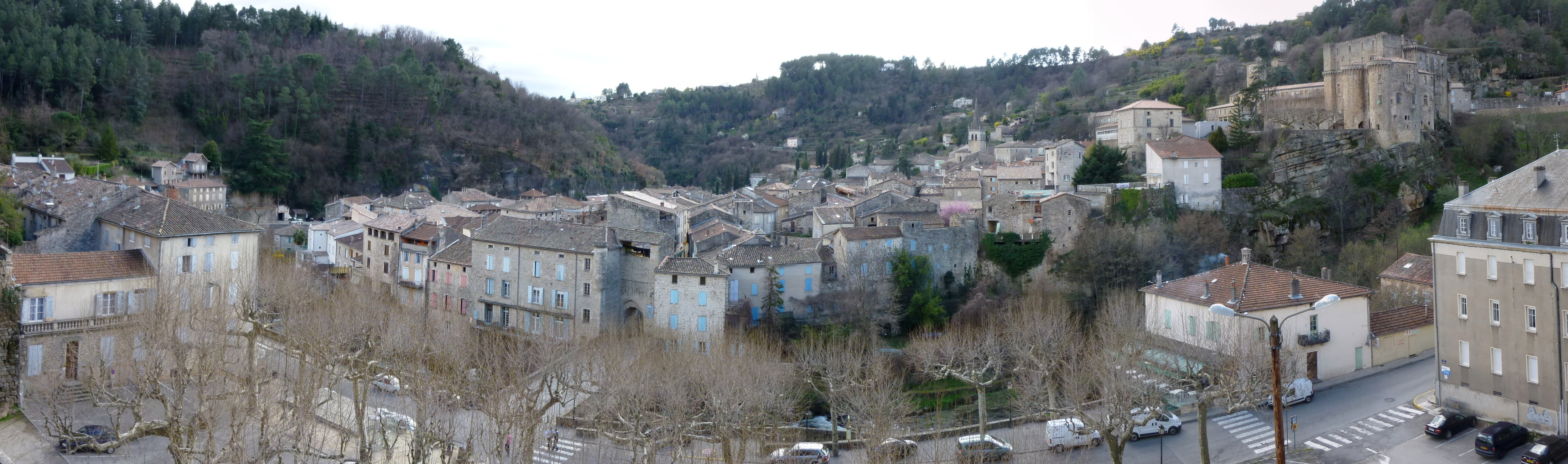
Panoramique : entrée de la ville par la porte des Récollets, rivière la Ligne, château, toits.
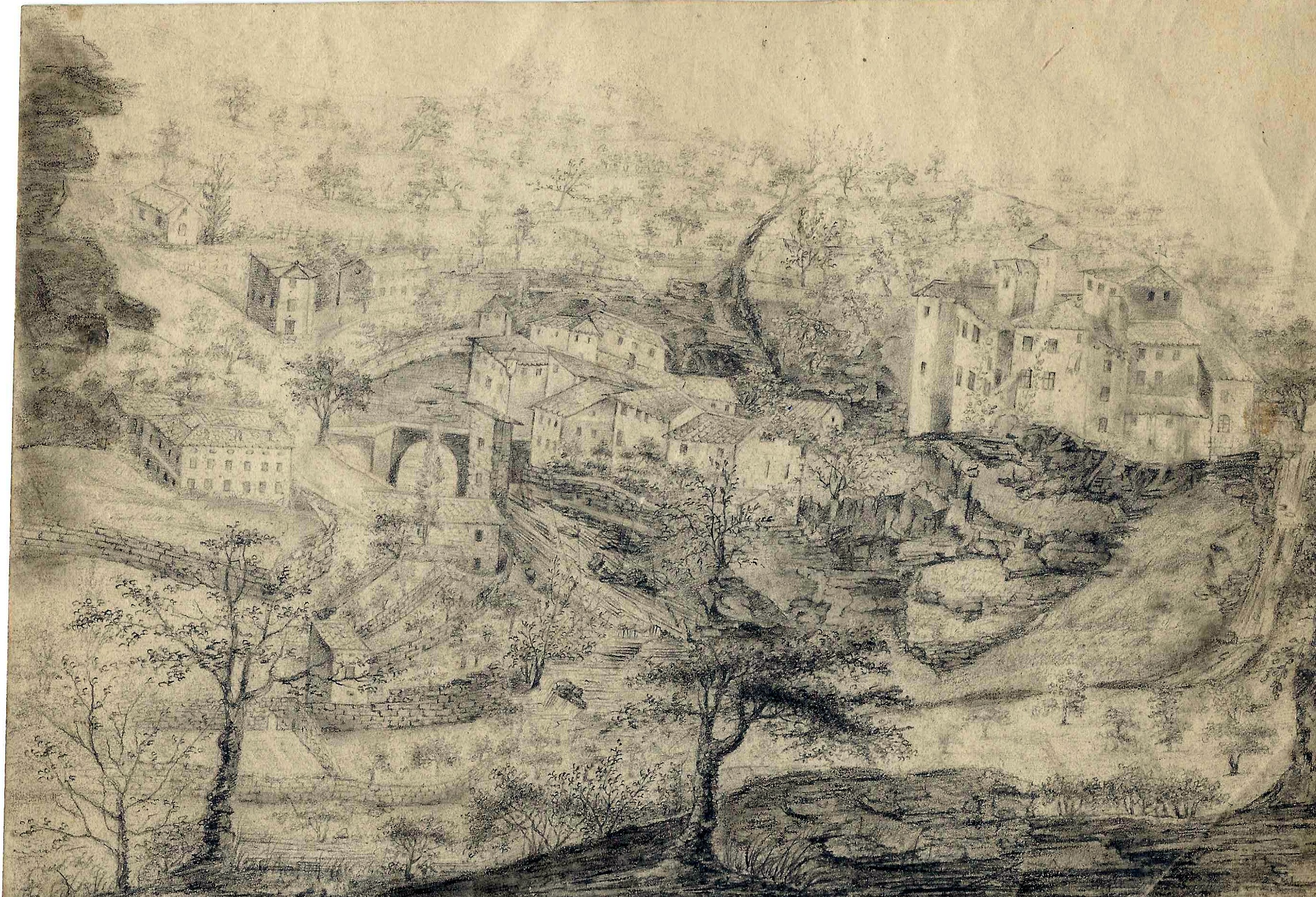
Dessin de Largentière fait le 21 octobre 1818.

### Personnalités liées à la commune
- Jean-Louis Giraud-Soulavie (1752-1813), précurseur de la géologie et historien, auteur de l'Histoire naturelle de la France méridionale, en 8 volumes (ouvrage inachevé), et de Mémoires historiques et politiques du règne de Louis XVI.
- Joseph-Xavier de Jullien de Vinezac (1749-1814), vicomte puis comte de Vinezac, Chevalier de Saint Lazare, lieutenant d'infanterie, anti-révolutionnaire.
- Jean Henri Rouchon de Bellidentes (1761-1836), homme politique, député de l'Ardèche au Conseil des Cinq-cents.
- Albin Mazon (1828-1908), alias « le docteur Francus », historien du Vivarais, auteur d'une œuvre considérable, largement rééditée. On lui doit notamment une Histoire de Largentière (1904).
- Antoine Marie Auguste Aymès, (1836-1910), officier de marine français, explorateur de l'Afrique occidentale.
- Charles Rouvier (1849-1915), diplomate, résident général de France en Tunisie, né à Largentière.
- Joseph-Gaston Pouquery de Boisserin (1852-1920), homme politique, député de Vaucluse, et maire d'Avignon, né à Largentière.
- Marius Moutet, (1876-1968), homme politique, député de Lyon de 1914 à 1928, député de la Drôme de 1929 à 1942, ministre des Colonies du 4 juin 1936 au 18 janvier 1938, et du 13 mars au 10 avril 1938.
- Édouard Froment (1884-1973), homme politique, député, opposant au maréchal Pétain et président du Conseil général.
- Louis Gabriel Suchet, duc d'Albufera, (1770-1826), maréchal d'Empire, pair de France, militaire français de la Révolution et de l'Empire, dont le cœur repose dans l'église Notre-Dame-des-Pommiers.
- Alain Morvan (né en 1944), ancien recteur de l'académie de Lyon, y est né.
- Henri Rivier (1870-1950), co-inventeur du papier d'Arménie.
- Michel Teston, (né en 1944), écrivain et poète français, auteur de Lautréamont, névrose et christianisme dans l'œuvre du poète.
- Jérôme Tisserand né en 1948, artiste peintre, (dictionnaire Bénézit). Conseiller culturel à la mairie de Paris et directeur des affaires culturelles d'Évreux (Eure). Chevalier de la Légion d'honneur.
- Louis Vielfaure, député de la Troisième République, ancien maire.
- Michel Sima (1912-1987), sculpteur photographe, rescapé de la Shoah.